# Johnny Bower
John William Bower (nato John Kiszkan; Prince Albert, 8 novembre 1924 – Toronto, 26 dicembre 2017) è stato un hockeista su ghiaccio canadese, soprannominato "La Muraglia Cinese", membro della Hockey Hall of Fame.

## Carriera
Mentendo sulla sua età Bower entrò a far parte della Canadian Army durante la Seconda guerra mondiale prestando servizio in Inghilterra fra il 1940 ed il 1943, quando fu congedato a causa di un'artrite reumatoide. Bower fece così ritorno a Prince Albert dove giocò in una lega giovanile prima di debuttare nel 1945 nella American Hockey League. Fra la fine degli anni 1940 e gli anni cinquanta giocò per undici stagioni con i Cleveland Barons, dimostrando più volte di essere uno fra i portieri più forti della lega, conquistando numerosi trofei personali e tre edizioni della Calder Cup.
Durante il suo primo anno di professionismo cambiò il proprio cognome da Kiszkan a Bower, per essere identificato più facilmente dai giornalisti sportivi. Nel 1953 a quasi 30 anni di età fece finalmente il suo esordio in National Hockey League con la maglia dei New York Rangers, tuttavia l'anno successivo fece di nuovo ritorno nelle minor. Bower trascorse in AHL altre tre stagioni con i Providence Reds, una con i Barons oltre ad una stagione in Western Hockey League con i Vancouver Canucks.
In occasione dell'Inter-League Draft del 1958 Bower entrò a far parte dell'organizzazione dei Toronto Maple Leafs. Con la franchigia canadese avrebbe giocato il resto della propria carriera fino al ritiro nel 1970. Il culmine della propria carriera in NHL giunse con i tre successi consecutivi dei Maple Leafs nella Stanley Cup all'inizio degli anni sessanta, nel 1962, 1963 e 1964.

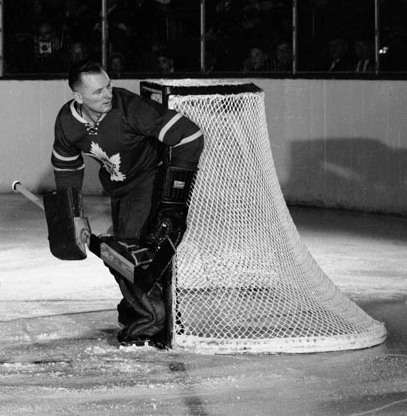
Bower in azione con i Maple Leafs.

Bower e il compagno di squadra Terry Sawchuk condivisero il Vezina Trophy come migliori portieri della NHL nella stagione 1964–65. Il 22 aprile 1967, durante la Gara-2 delle finali di Stanley Cup contro i Montreal Canadiens, Bower fu autore del suo quinto ed ultimo shutout nei playoff, quattro dei quali ai danni proprio dei Canadiens. Il 6 aprile 1969, a 44 anni, 4 mesi e 29 giorni di età, Bower diventò il portiere più anziano ad aver mai giocato una partita di playoff nella storia della Stanley Cup. Giocò l'ultimo suo incontro l'11 dicembre 1969, partita conclusasi con il successo per 6-3 di Montreal su Toronto; a causa di numerosi problemi fisici quella fu anche l'unica sua apparizione nella stagione 1969-1970. Il 19 marzo 1970 Johnny annunciò ufficialmente il proprio ritiro dall'attività agonistica, quattro mesi dopo aver compiuto i 45 anni di età. A chi gli chiese se avrebbe mai dichiarato la sua vera età, Bower rispose che non l'avrebbero saputa mai. In seguito rivelò che la sua data di nascita effettiva era l'8 novembre 1924.
In stagione regolare le sue statistiche parlano di 552 partite giocate, 250 vittorie, 195 sconfitte, 90 pareggi, 37 shutout e una media di gol subiti a gara di 2.51. Detiene inoltre il record della American Hockey League per il maggior numero di shutout. Bower nel 1976 entrò a far parte della Hockey Hall of Fame, mentre nel 2006 entrò nell'AHL Hall of Fame. Nel 2007 Bower ricevette una stella nella Canada's Walk of Fame. Per il suo contributo per l'hockey a Cleveland la sua maglia numero 1 è stata ritirata dai Lake Erie Monsters.

## Palmarès

### Club
- Stanley Cup: 4

Toronto: 1961-1962, 1962-1963, 1963-1964, 1966-1967
- Calder Cup: 3

Cleveland: 1950-1951, 1952-1953
Providence: 1955-1956

### Individuale
- Hockey Hall of Fame: 1

1976
- AHL Hall of Fame: 1

2006
- Harry "Hap" Holmes Memorial Award: 3

1951-1952, 1956-1957, 1957-1958
- Les Cunningham Award: 3

1955-1956, 1956-1957, 1957-1958
- AHL First All-Star Team: 5

1951-1952, 1952-1953, 1955-1956, 1956-1957, 1957-1958
- AHL Second All-Star Team: 1

1950-1951
- NHL All-Star Game: 1

1961
- NHL First All-Star Team: 1

1960-1961
- Vezina Trophy: 2

1960-1961, 1964-1965